# Корнеліс Крістіан Берґ
Корнеліс Крістіан (Кеес) Берґ (1934–2012) — нідерландський ботанік, відомий своєю роботою над рослинами родини шовковицевих (Moraceae).

## Раннє життя та освіта
Берґ народився 7 лютого 1934 року в Бандунґу, Індонезія, який тоді входив до складу Голландської Ост-Індії, а пізніше переїхав на Суматру, поблизу Медана. Під час Другої світової війни його батька мобілізували до армії, і він загинув під час Ост-Індської кампанії. Берґа інтерновано разом з матір'ю та братами, а у віці 10 років його перевели до чоловічого табору. Берґ, його мати та брати і сестри пережили ув'язнення в таборі, але його мати невдовзі померла від голоду. Після війни осиротілі брати й сестри виховувалися у прийомних сім'ях у Нідерландах.
Він здобув освіту в Нідерландах, де навчався в школі садівництва в Бреді.

## Кар'єра
З 1959 до 1966 року він працював у кількох коледжах, а з 1960 до 1986 обіймав кілька посад в Утрехтському університеті. Пізніше він закінчив різні програми цього університету відповідно у 1962 та 1964 роках, отримавши ступінь доктора філософії у 1973 році. За рік до публікації своєї першої роботи, дисертації під назвою «Дослідження Moraceae», яка була надрукована у журналі «Flora Neotropica», 11 листопада 1985 року він став директором Норвезького дендрарію, і того ж самого дня — професором ботаніки в Берґенському університеті. 31 липня 2005 року він залишив університет, а 1 вересня 2005 року став почесним професором у Музеї Берґена. З 18 грудня 2001 року він також працював в Лейденському університеті, де залишався до своєї смерті в 2012 році. Протягом свого життя він опублікував 151 статтю про види рослин родини шовковицевих.
Серед докторантів Берґа був лінгвіст Йоганнес Корнеліс Ансо.

## Відзнаки
На честь Берґа названо Dorstenia bergiana, рослину родини шовковицевих, та Platyscapa bergi, фіґову осу/